# بابه-اخه-ایدین
بابه-احه-ایدین یا بائو-احه-ایدین (Bāba-aḫa-iddina، Bau-aḫa-iddina)، از پادشاهان سلاله نهم بابل باستان که بعد از مردوک-بلاسو-ایقبی به حکومت رسید. دوره حکمرانی وی دقیقاً مشخص نیست، برخی‌ها از حدود ۸۱۳ تا حدود ۸۱۱ پیش از میلاد را پیشنهاد می‌کنند و برخی دیگر هم حوالی سال ۸۱۲ پیش از میلاد را مطرح می‌کنند و با استدلال می‌گویند که وی کمتر از یک سال حکومت کرده‌است، در هر صورت دوره حکمرانی او کوتاه بوده‌است.

## نام و منصب
معنای نام او یعنی: "بائو برادری به من داده است. " از اینجا مشخص می‌شود که نام وی به‌طور سنتی، نام یک پسر ثانوی است. احتمال دارد که وی از اشراف و نجبای بابل بوده که به منصب و سمتی منصوب شده‌است. نام او در سال دوم حکومت مردوک-بلاسو-ایقبی در یک سند اهدای زمین به عنوان شاهد دیده می‌شود.

## زمامداری
همان طور که گذشت، دوره سلطنت وی کوتاه بوده‌است. حکومت وی زمانی به پایان خود رسید که شمشی-آداد پنجم، ششمین جنگش را انجام داد. پادشاه آشور در سالنامه‌هایش چنین می‌گوید:
[او را] محاصره کردم. به وسیله حفاری [یا سوراخکاری] و ادوات و ماشین‌های محاصره، [من، شهر] را تصرف کردم. بابه-احه-ایدین را همراه با بیرق... به یغما بردم. 
تاریخ هم‌زمان (تطبیقی) این ماجرا را به‌طور مشروح تر این‌گونه آورده است:
او شهر را محاصره کرد و او خودش، آن را تصرف کرد. او، بابه-احه-ایدین را با ثروت و اموال و خزانه قصرش به آشور برد. او خدایان و غنایم در، Mê-Turan، Bıt-riduti، Dur-Papsukkal، Gannanāti، Lahiru، شهرهای متعدد کاردونیاش با مناطق همجوارشان را به یغما برد. او، آنو، هوم هومیای معظم، Šarrat-Dēri، Bēlet-Akkadī، Šimalyia، Palil، Annunītu، Mār-Bīti of Māliku را غارت و چپاول کرد. سپس به کوتها،بابل و بورسیپا رفت و مراسم قربانی را به جای آورد. سپس به کلده رفت. در کلده، او باج و خراج پادشاهان آن را دریافت کرد. مأموران او هدایایی از کاردونیاش جمع‌آوری کردند. او....[با همدیگر، آنها] یک خط مرزی دائمی [به وجود آوردند.]
شمشی اداد تلاشی برای ضمیمه کردن بابل به خاک آشور انجام نداد و بابل استقلال خود را حفظ کرد، با این وجود، برای مدتی بدون پادشاه بود. شاه آشور به آشور بازگشت و آخرین سال زندگی خود را در آنجا سپری کرد. برخی از دانشمندان، قسمت خراب شده یکی از کتیبه‌های مربوط به این زمان را این‌گونه بازخوانی و احیا کرده‌اند:
آداد-نراری سوم،، پادشاه آشور و بابه-احه-ایدین، پادشاه کاردونیاش، به سوی یکدیگر جام‌های خود را دراز کردند و شراب نوشیدند. آبادانی و رفاه سرزمین هایشان را، آنان برقرار کردند...
دانشمندانی که متن مزبور را این‌گونه می‌خوانند، می‌گویند که احتمالاًملکه سامورامات بابلی هنگامی که از سوی کودک خردسال خود، آداد نیراری سوم بر آشور حکومت می‌کرد، بابه احه ایدین را دوباره بر سلطنت بابل منصوب داشته‌است تا همسایه جنوبی آشور از ثبات برخوردار باشد.
پس از بابه-احه-ایدین، یک دوره فترت در تاریخ بابل پیش می‌آید که حدود دوازده سال طول کشیده است، بدین ترتیب که چند سال پادشاهی وجود نداشته و بعد پنج نفر به حکومت رسیده‌اند که نام‌های هیچکدامشان تا زمان ما باقی نمانده‌است، بعد از آنها، نام نینورتا-اپل-؟ به عنوان پادشاه بابل آورده شده‌است.